# Fanny Ardant
Fanny Marguerite Judith Ardant (Saumur, 1949. március 22. –) kétszeres César-díjas és Európai Filmdíjas francia színésznő.

## Élete
Fanny Ardant 1949. március 22-én született a Maine-et-Loire-beli Saumurben, Jean Ardant és Jacqueline Lecoq gyermekeként.
1974 óta szerepel színpadon. 1979-ben szerepelt először filmben.
Három lánya van három apától: az 1975-ben született Lumir édesapja Dominique Leverd, Joséphine (1983-ban született) édesapja François Truffaut, legfiatalabb lányának az 1990-es születésű Baladine-nak az édesapja pedig Fabio Conversi.

## Filmjei
- 1978: A kutyák
- 1981: Az egyik és a másik
- 1981: Szomszéd szeretők
- 1983: Az élet kész regény
- 1983: Végre vasárnap!
- 1983: Benvenuta
- 1984: Swann szerelme
- 1984: Jövő nyáron
- 1984: Halálos szerelem
- 1985: Les enragés
- 1985: Vágy
- 1985: Desiderio
- 1985: Családi balhé
- 1986: Fajankó
- 1986: Melodráma
- 1986: Családi értekezlet
- 1987: A család
- 1987: Félelem és szerelem
- 1988: Három nővér (Paura e amore)
- 1989: La Grande cabriole
- 1989: Ausztrália
- 1990: Catherine C. kalandja
- 1991: Afraid of the Dark
- 1992: Csak hazugságok
- 1992: A szökevény felesége
- 1993: Ellopott arcképek
- 1993: Amok
- 1994: Le Colonel Chabert
- 1995: A hetedik szoba
- 1995: Sabrina
- 1995: Túl a felhőkön
- 1996: Rizsporos intrikák
- 1996: Désiré
- 1996: Édes őrültség
- 1998: A vacsora
- 1998: Elizabeth
- 1999: A vágy forradalma
- 1999: Balzac
- 1999: La débandade
- 1999: Nagymamák akcióban
- 2000: A szabad gondolkodó
- 2001: Sin noticias de dios
- 2001: Mindörökké Callas
- 2001: Bokszmeccs a lélekért
- 2002: 8 nő
- 2003: Nathalie
- 2004: Bűnbeesés
- 2006: Párizs, szeretlek! (Paris, je t’aime) … Fanny Forestier
- 2007: Titkok (Ha-Sodot) … Anouk
- 2007: Csúcsforgalom (L’ora di punta) … Caterina
- 2007: Bestseller (Roman de gare) … Judith Ralitzer
- 2008: Hello Goodbye … Gisèle Gaash
- 2009: Arc (Visage) … Heródiás királyné
- 2009: Bulldogbirodalom (Trésor) … Françoise Lagier
- 2011: Raszputyin (Rasputin) … Alexandra cárné
- 2012: Halálos leshely (Le guetteur) … Giovanni felesége
- 2012: Miroir mon amour … a királynő
- 2013: Le clan des Lanzac … Élisabeth Lanzac
- 2013: A nagy szépség (La grande bellezza) … önmaga
- 2014: Casanova Variations … a grófnő
- 2015: Divat a szerelem! (Chic!) … Alicia Ricosi
- 2015: For This Is My Body … a nő
- 2016: Tökös ötös (Five) … Fanny
- 2017: Waiting for You … Madeleine Brown
- 2017: Apám Lola (Lola Pater) … Faridh / Lola
- 2018: Shock Waves: Diary of My Mind … Madame Fontanel
- 2019: Ma mère est folle … Nina Renner
- 2019: Perdrix … Thérèse Perdrix
- 2019: Boldog idők (La Belle Époque) … Marianne Drumond
- 2021: Fiatal szeretők (Les jeunes amants) … Shauna Loszinsky
- 2022: Couleurs de l’incendie … Solange Gallinato
- 2022: Amusia …

## Filmrendezései
- 2009: Hamu és vér (Cendres et sang / Cenușă și sânge )
- 2013: Cadences obstinées
- 2016: Le divan de Staline

## Fordítás
- Ez a szócikk részben vagy egészben  a   Fanny Ardant című francia Wikipédia-szócikk fordításán alapul.  Az eredeti cikk szerkesztőit annak laptörténete sorolja fel. Ez a jelzés csupán a megfogalmazás eredetét és a szerzői jogokat jelzi, nem szolgál a cikkben szereplő információk forrásmegjelöléseként.